# Jelša, Lukovica
Jelša este o localitate din comuna Lukovica, Slovenia, cu o populație de 47 de locuitori.